# ديميتريتشن (سيرري)
ديميتريتشن (Δημητρίτσιον) هي مدينة في سيرري في مقاطعة فوريا إلادا في اليونان.
يبلغ عدد سكانها حوالي 1444   نسمة.